# ريك هنتر
ريك هنتر (بالإنجليزية: Rick Hunter)‏ هو مؤدي صوتي أمريكي يشتهر بأدائه صوت ذا بوستال دود.

## وصلات خارجية
ريك هنتر على موقع IMDb (الإنجليزية)